# Volodarszki járás

A Volodarszki járás a Nyizsnyij Novgorod-i területen

A Volodarszki járás (oroszul Володарский муниципальный район) Oroszország egyik járása a Nyizsnyij Novgorod-i területen. Székhelye Volodarszk.

## Népesség
- 2002-ben 59 498 lakosa volt.
- 2010-ben 58 807 lakosa volt, melynek 94,1%-a orosz, 1,8%-a ukrán, 1%-a tatár.